# Мю-ритм

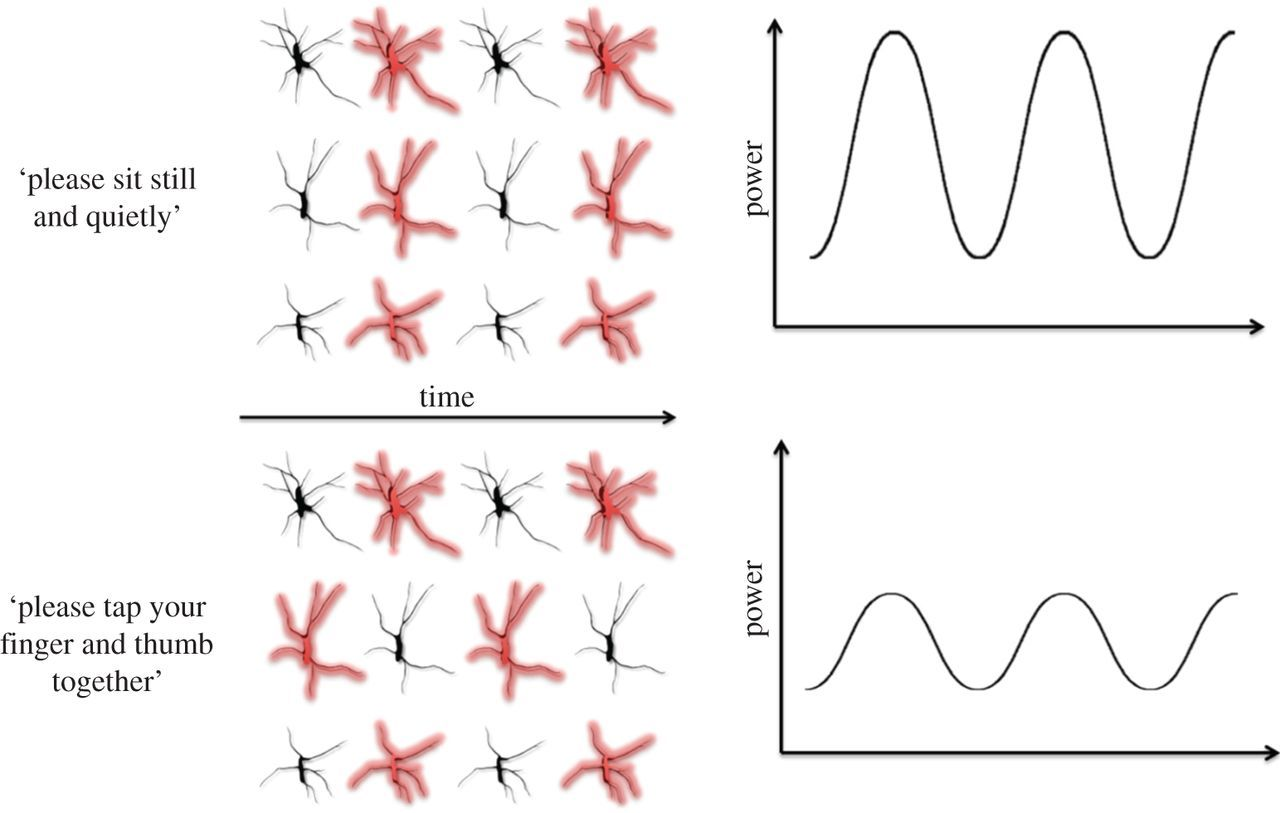
Принцип утворення мю-ритму та його пригнічення. Ліворуч — нейрони, червоним позначено активні нейрони. Праворуч схеми мю-ритму за синхронізації та розсинхронізації нейронів

Мю-ритм (μ-ритм) — коливання різниці потенціалів ЕЕГ з частотою 7-11 Гц, амплітудою 30-50 мкВ і великою різницею у напівперіоду. Мю-ритм спостерігається в стані неспання в центральній або тім'яно-центральної областях мозку, пов'язаний з сенсорно-моторною ділянкою. Нейрони цієї зони синхронно активні в стані відпочинку або спокою. Коли людина переходить у режим активних дій, спостерігає або уявляє свої чи чужі дії, нейрони починають працювати несинхронно, тому мю-ритм зникає.
Він близький до альфа-ритму за частотною характеристикою, але відрізняється від нього за ступенем вираженості в різних областях кори.
Пригнічення мю-ритму свідчить про активні дії людини або спостереження таких дій у інших, тому зниження рівня мю-ритму використовують у дослідженнях сенсорних і моторних нейронів та дзеркальної системи.
Вперше ритм був описаний французьким неврологом Анрі Гасто у 1952 році. В перші роки мю-ритм розглядався медиками як рідкісний феномен, який присутній лише у пацієнтів з психіатричними розладами.